# 中心街道 (双鸭山市)
中心街道，是中华人民共和国黑龙江省双鸭山市岭东区下辖的一个乡镇级行政单位。

## 行政区划
中心街道下辖以下地区：
兴华社区和学府社区。